# O Menino e o Mundo
O Menino e o Mundo é um filme de animação brasileiro de 2013, escrito e dirigido por Alê Abreu. O filme já foi vendido para mais de 80 países, e foi um dos cinco indicados ao Oscar de melhor filme de animação na edição do Oscar 2016.

## Sinopse
Cuca é um menino que vive em um mundo distante, numa pequena aldeia no interior de seu mítico país. Sofrendo com a falta do pai, que parte em busca de trabalho na desconhecida capital, Cuca deixa sua aldeia e sai mundo afora à procura dele. Durante sua jornada, Cuca descobre uma sociedade marcada pela pobreza, exploração de trabalhadores e falta de perspectivas.

## Vozes
| Ator                 | Personagem  |
| -------------------- | ----------- |
| Vinícius Garcia      | Cuca        |
| Lu Horta             | Mãe de Cuca |
| Marco Aurélio Campos | Pai de Cuca |
| Cassius Romero       | Cachorro    |
| Felipe Zilse         | Jovem Homem |
| Alê Abreu            | Velho Homem |

## Produção
A produção de O Menino e o Mundo começou em agosto de 2010. O longa nasceu de um documentário animado que se chamaria Canto Latino. Sobre a construção do longa o diretor do filme Alê Abreu disse: "Costumo dizer que O Menino e o Mundo nasceu dentro de um outro filme. Na época eu trabalhava no desenvolvimento de um anima-doc (documentário com animação) chamado "Canto Latino", que lançava um olhar sobre a formação social, política e econômica da América Latina, do quanto nossos países têm uma história tão comum e de que forma ela chega na globalização dos dias de hoje". O filme teve um apoio de 750 mil reais do fundo para o cinema do BNDES.

## Técnica
Abreu buscou diversas técnicas para criar o universo de fantasia em que se passa a história. A criação dos cenários e dos personagens foi feita com lápis de cor, giz de cera, colagem e pinturas. Com a intenção de tornar as ações mais relevantes que palavras, os diálogos foram gravados em um português invertido, de modo a tornar as falas incompreensíveis.
Os sons e os ruídos foram criados especialmente para o filme. Sons como dos animais, ventos, máquinas e personagens que geralmente são sons gravados no mundo real para depois serem editados e inseridos em um filme foram inteiramente recriados afim de criar uma linguagem que representasse a percepção do menino Cuca. Quando ouvimos o caminhão ou uma cigarra não se trata de um caminhão ou uma cigarra de verdade e sim de sons totalmente criados de forma a transmitir como Cuca perceberia o mundo ao seu redor. Os únicos sons que fogem desta regra são os trovões e a água da cena do dilúvio.

## Lançamentos
No Brasil o filme estreou nos cinemas no dia 17 de janeiro de 2014. Nos Estados Unidos os direitos de exibição do filme foram comprados pela empresa americana GKIDS, que iria exibi-lo nos Estados Unidos em 2015, mas sem data definida. O filme já foi vendido para 80 países, incluindo mercados importantes, como Canadá e Japão. O filme foi lançado em Portugal em 12 de maio de 2016.

## Bilheteria
O Menino e o Mundo teve baixa bilheteria nos cinemas brasileiros, sendo assistido por 3.891 telespectadores em seus dois primeiros dias de estreia. Ao todo o filme foi assistido por 35 mil pessoas nos cinemas. No entanto, o filme foi bem na França. Lançado em 2014, levou mais de 100 mil espectadores aos cinemas franceses.

## Prêmios
O longa conquistou o Prêmio Cristal de melhor longa-metragem no 38º Festival de cinema de animação de Annecy, na França, considerado o maior prêmio da animação mundial. Foi o segundo ano consecutivo que um filme brasileiro recebeu a premiação máxima do festival, vencido em 2013 por Luiz Bolognesi com Uma História de Amor e Fúria. A animação de Alê Abreu ganhou também o Prêmio do Público em Annecy.
O Menino e o Mundo também venceu o Grande Prêmio da Monstra - Festival de Cinema de Animação de Lisboa e diversos outros festivais de cinema e animação pelo mundo. Ao todo, foram 34 prêmios.
Também foi indicado nas categorias de melhor animação independente, melhor direção de arte e melhor música na 43ª edição da Annie Awards, nos Estados Unidos.
Em 14 de janeiro de 2016, a Academia de Artes e Ciências Cinematográficas indicou o filme para a disputa do Oscar 2016 na categoria melhor animação.
Principais prêmios e indicações
| Ano  | Prêmio/Festival                           | Categoria                    | Resultado | Ref.   |
| ---- | ----------------------------------------- | ---------------------------- | --------- | ------ |
| 2014 | Festival de Annecy                        | Prêmio Cristal               | Venceu    | [ 15 ] |
| 2014 | Festival de Annecy                        | Grande Prêmio do Público     | Venceu    | [ 15 ] |
|      | Festival Internacional de Cinema do Cairo | Melhor Roteiro               | Venceu    | [ 16 ] |
| 2015 | Grande Prêmio Brasileiro de Cinema        | Melhor Filme de Animação     | Venceu    | [ 17 ] |
| 2015 | Grande Prêmio Brasileiro de Cinema        | Melhor Filme Infantil        | Venceu    | [ 18 ] |
| 2015 | Grande Prêmio Brasileiro de Cinema        | Melhor Roteiro Original      | Indicado  | [ 19 ] |
| 2016 | Annie Awards                              | Melhor Animação Independente | Venceu    | [ 20 ] |
| 2016 | Annie Awards                              | Melhor Direção de Arte       | Indicado  | [ 21 ] |
| 2016 | Annie Awards                              | Melhor Música                | Indicado  | [ 21 ] |
| 2016 | Oscar                                     | Melhor Filme de Animação     | Indicado  | [ 22 ] |

## Recepção da crítica
O filme teve aclamação nacional e internacional.
Daniel Schenker do Globo afirmou: "Na contramão do exibicionismo tecnológico, Alê Abreu apresenta uma animação artesanal, dotada de poucas (e ininteligíveis) falas, que aposta na sensibilidade do espectador. O diretor (responsável ainda pelo roteiro e pela montagem) conta a história de um menino que sai pelo mundo em busca do pai em jornada que o leva a se deparar com realidades bem diferentes da sua. Criado em ambiente bucólico, em cotidiano marcado pelo ritmo contemplativo do campo, ele é confrontado com a velocidade desenfreada, a poluição visual, o consumo exagerado e os engarrafamentos do meio urbano."
No site agregador Rotten Tomatoes, tem uma taxa de aprovação de 93%, uma classificação de "Certified Fresh" e um consenso de: "A animação diferenciada de O Menino e o Mundo é visualmente emocionante - e é apoiada por um enredo ousado e refrescantemente diferente que deve cativar os espectadores mais jovens, enquanto ressoa profundamente com os adultos." por parte dos usuários do site tem 77% de aprovação.
Segundo Bruno Carmelo do AdoroCinema, "O menino e o mundo também impressiona pela mistura de técnicas, incluindo colagens, carros feitos por computador (representando a desigualdade social) e mesmo imagens em estilo documentário, de árvores sendo cortadas em florestas. Junto da trilha sonora de cunho social, composta pelo rapper Emicida, e produzida por Renan Samam, fica evidente a notável ambição deste filme de entreter ao mesmo tempo em que estabelece uma mensagem muito clara sobre a sociedade atual. Talvez as crianças não consigam entender todas as referências históricas, mas nem precisa: a simples sensibilização às desigualdades como mensagem central já é um tema raro e precioso em meio a tantas produções que preferem martelar na cabeça dos pequenos os mesmos valores de amor familiar".